# NGC 6931
NGC 6931 (również PGC 64963) – galaktyka spiralna (Sb), znajdująca się w gwiazdozbiorze Koziorożca. Odkrył ją Francis Leavenworth 4 czerwca 1886 roku.